# Antonio Annaloro

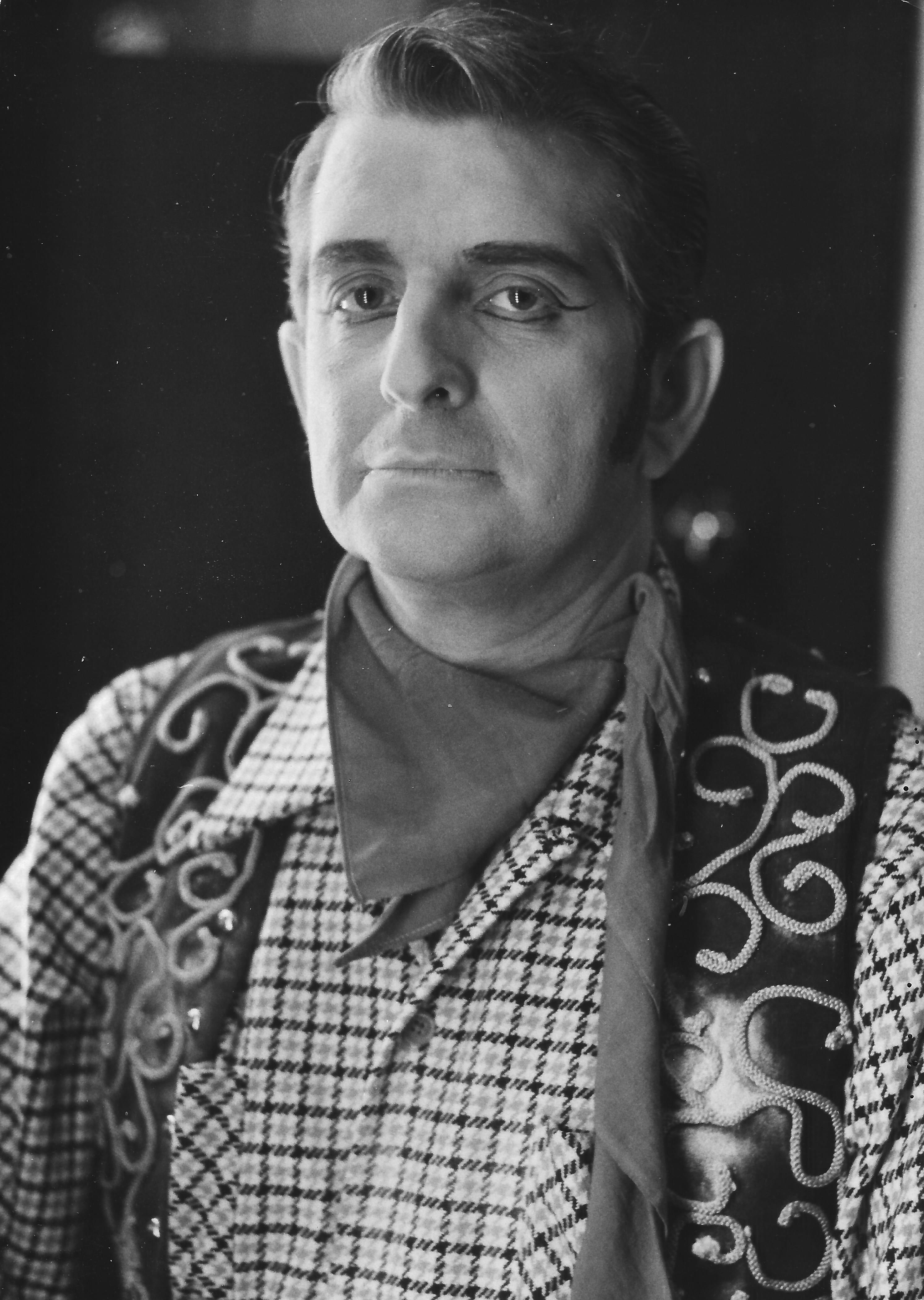
Antonio Annaloro in "Fanciulla del West" 1963

Antonio Annaloro (Palermo, 10 maggio 1920 – Roma, 10 luglio 1996) è stato un tenore italiano.

## Biografia
Antonio Annaloro nasce a Palermo nel popolare quartiere di Vucciria. Dopo un anno di vita la famiglia si trasferisce prima a Verona per tre anni e poi nel 1924 a Milano, seguendo le vicissitudini lavorative del padre. A Milano trascorre gli anni della formazione scolastica, che si ferma al titolo professionale di ragioneria, che a 14 anni gli consente di trovare occupazione come archivista.
Sostiene con successo improvvisate audizioni organizzate da Luigi Caprifoglio, industriale e amatore dell'arte lirica, e viene in seguito ammesso al conservatorio Giuseppe Verdi. L'anno successivo vince il concorso per la scuola del Teatro dell'Opera di Roma, dove incomincia a studiare con Piccozzi, Cittadini, Piciello e Chiesa. Più tardi si perfezionerà con Farinelli.
Esordisce nel ruolo del Pescatore del Guglielmo Tell al Teatro dell'Opera di Roma il 7 maggio del 1942. Dopo alcuni anni di gavetta inizia ad apparire come protagonista in importanti teatri: Isabeau nel 1947 e  Pagliacci nel 1955 al Teatro dell'Opera di Roma, Il processo di Gottfried von Einem nel 1954 al Teatro San Carlo di Napoli. È uno dei pochi tenori del periodo a rappresentare l'opera russa in Italia, con Il giocatore nel 1953 e L'angelo di fuoco di Prokof'ev nel 1955 e Boris Godunov nel 1957 alla Fenice di Venezia, La dama di Picche al Teatro alla Scala nel 1961.
Interpreta inoltre il repertorio moderno, con varie opere di Ildebrando Pizzetti (L'oro al Teatro alla Scala nel 1947, Vanna Lupa al Teatro comunale di Firenze nel 1949, Ifigenia nel 1951 al Maggio Musicale Fiorentino e La figlia di Jorio al Teatro Nuovo di Torino nel 1955), Re Ruggero di Karol Szymanowski al Massimo di Palermo nel 1949, Salomè al Maggio Musicale Fiorentino nel 1964 e le già menzionate opere di Prokof'ev e von Einem.
Del repertorio più popolare esegue, fra le altre, Manon Lescaut, Cavalleria Rusticana, Andrea Chenièr, Carmen, La fanciulla del West, Il trovatore, Aida. Complessivamente interpreta novanta opere, collaborando con importanti registi, come Luchino Visconti, e direttori d'orchestra, come Tullio Serafin, Antonino Votto, Arturo Basile, Oliviero De Fabritiis, Nino Sanzogno.
Nel 1947 sposa a Il Cairo una donna egiziana,  matrimonio che si scioglie dopo otto anni. Nel 1957 sposa il soprano Luciana Serafini.
Di lui non rimangono che poche incisioni: Sakùntala, La cena delle beffe, La dama di picche, Isabeau, oltre a un'incursione cinematografica con il film Romanticismo del 1950. Inoltre fu prodotto nel 1961 dalla RAI, ma mai trasmesso, un film di Carmen.

## Repertorio
| Ruolo                              | Titolo                       | Autore      |
| ---------------------------------- | ---------------------------- | ----------- |
| Il Re                              | Sakùntala                    | Alfano      |
| Cyrano                             | Cyrano de Bergerac           | Alfano      |
| Bista                              | Ave Maria                    | Allegra     |
| Il navigante                       | L'isola degli Incanti        | Allegra     |
| Don José                           | Carmen                       | Bizet       |
| Nerone                             | Nerone                       | Boito       |
| Giuseppe Hagenbach                 | La Wally                     | Catalani    |
| Ermanno                            | La dama di picche            | Čajkovskij  |
| Maurizio di Sassonia               | Adriana Lecouvreur           | Cilea       |
| Emilio                             | Alba Eroica                  | Monleone    |
| Edgardo                            | Lucia di Lammermoor          | Donizetti   |
| Penteo                             | Le baccanti                  | Ghedini     |
| Andrea Chénier                     | Andrea Chénier               | Giordano    |
| Giannetto                          | La cena delle beffe          | Giordano    |
| Pietro                             | Mese Mariano                 | Giordano    |
| Vassilij                           | Siberia                      | Giordano    |
| Marcello                           | La bohème                    | Leoncavallo |
| Canio-Pagliaccio                   | Pagliacci                    | Leoncavallo |
| Milio Dufresne                     | Zazà                         | Leoncavallo |
| Ariuna                             | La figlia del re             | Lualdi      |
| Cagliostro                         | Il diavolo in giardino       | Mannino     |
| Benito                             | Il quadro delle meraviglie   | Mannino     |
| Turiddu                            | Cavalleria rusticana         | Mascagni    |
| Osaka                              | Iris                         | Mascagni    |
| Folco                              | Isabeau                      | Mascagni    |
| Michele                            | The Saint of Bleecker Street | Menotti     |
| Sen. Tassoni                       | Il gattopardo                | Musco jr.   |
| Grigori-Dimitri – Il falso Dimitri | Boris Godunov                | Musorgskij  |
| Mas'aniello                        | Mas'Aniello                  | Napoli      |
| Arlecchino                         | Arlecchino re                | Orlando     |
| Raskolnikoff                       | Delitto e castigo            | Pedrollo    |
| Inventore                          | Morte dell'aria              | Petrassi    |
| Achille                            | Ifigenia                     | Pizzetti    |
| Aligi                              | La figlia di Jorio           | Pizzetti    |
| Giovanni                           | L'oro                        | Pizzetti    |
| Vieri dei Ricci                    | Vanna Lupa                   | Pizzetti    |
| Enzo                               | La Gioconda                  | Ponchielli  |
| Alessio                            | Il giocatore                 | Prokof'ev   |
| Mefisto                            | L'angelo di fuoco            | Prokof'ev   |
| Luigi                              | Il tabarro                   | Puccini     |
| Dick Johnson                       | La fanciulla del West        | Puccini     |
| Rodolfo                            | La bohème                    | Puccini     |
| Pinkerton                          | Madama Butterfly             | Puccini     |
| Des Grieux                         | Manon Lescaut                | Puccini     |
| Mario Cavaradossi                  | Tosca                        | Puccini     |
| Calaf                              | Turandot                     | Puccini     |
| Pescatore Roudi                    | Guglielmo Tell               | Rossini     |
| Hérode                             | Salomè                       | Strauss     |
| Edrisi e pastore/profeta           | Re Ruggero                   | Szymanowski |
| Radamès                            | Aida                         | Verdi       |
| Manrico                            | Il trovatore                 | Verdi       |
| Alfredo                            | La traviata                  | Verdi       |
| Macduff                            | Macbeth                      | Verdi       |
| Duca di Mantova                    | Rigoletto                    | Verdi       |
| Joseph                             | Il processo (Der Prozeß)     | von Einem   |
| Paolo                              | Francesca da Rimini          | Zandonai    |
| Renato                             | La via della finestra        | Zandonai    |
| Romeo                              | Giulietta e Romeo            | Zandonai    |

## Incisioni
- Sakùntala Franco Alfano. Anna de Cavalieri, Antonio Annaloro, Plinio Clabassi, Giovanni Amodeo. Radio Italiana Orchestra sinfonica di Milano. Dir. Arturo Basile
- La Dama di picche Pëtr Il'ič Čajkovskij– 1961 Leyla Gencer, Antonio Annaloro, Ivo Vinco, Sesto Bruscantini, Marianna Radev, Adriana Lazzarini, Agostino Ferrin. Orchestra e coro della Scala dir. Nino Sanzogno
- La Dama di Picche Pëtr Il'ič Čajkovskij. - 1963 Gianna Galli, Antonio Annaloro. Orchestra Sinfonica Rai Milano dir. Arturo Basile
- La Bohème di Ruggero Leoncavallo - 1964 Filarmonica Sanremo, dir. Alberto Zedda
- La cena delle beffe di Umberto Giordano - Gigliola Frazzoni, Antonio Annaloro. Orchestra Sinfonica Milano Rai – Dir. Oliviero De Fabritiis
- Raccolta arie TIMA 63. Manon Lescaut Giacomo Puccini: Donna non vidi mai, Pazzo sono; La bohème Giacomo Puccini: Gelida manina; Il Giocatore di Sergej Sergeevič Prokof'ev: Io non ho nella testa…; Isabeau Pietro Mascagni: e passerà la viva creatura…; Cavalleria Rusticana Pietro Mascagni, Addio alla madre; Andrea Chénier Umberto Giordano: Improvviso; Turandot Giacomo Puccini: Nessun Dorma (1987).